# Pere Coromines i Montanya
Pere Coromines i Montanya (Barcellona, 6 maggio 1870 – Buenos Aires, 1º dicembre 1939) è stato uno scrittore, filosofo e politico spagnolo, di orientamento repubblicano catalano, che si distinse per un'ampia produzione letteraria e poetica.
Le sue opere più importanti sono Putexinel-lis, del 1927, in cui riunì due opere teatrali,  Estudis sobre 'l pensament filosófich dels espagnols a l'Etat Mitja del 1913, Revisió de valors del segle dinou del 1930, Interpretació del vuicents catalá del 1933.
Suo figlio, Joan Coromines i Vigneaux, fu un famoso linguista.